# JMG éditions
Pour les articles homonymes, voir JMG.
 (septembre 2024).
Si vous disposez d'ouvrages ou d'articles de référence ou si vous connaissez des sites web de qualité traitant du thème abordé ici, merci de compléter l'article en donnant les références utiles à sa vérifiabilité et en les liant à la section « Notes et références ».
JMG éditions est une maison d'édition française associée aux activités de la revue Parasciences. Son siège est situé à Agnières ; elle fait paraître ses premiers volumes en 1997 et se spécialisée dans l'édition d'ouvrages portant sur le paranormal, l'ufologie, la parapsychologie et, plus largement, les parasciences.
Elle est dirigée par Jean-Michel Grandsire (JMG), également directeur de Parasciences transcommunication : « la revue des sciences parallèles », une publication de l'association nommée « Institut de recherche sur les sciences parallèles » (IRSP, Poix-de-Picardie).

## Collections
- "Enigma"
- « Science et survie » (1997)
- « Témoins d'au-delà » (1998)

26 mars 1994 : François Brune et Jean-Michel Grandsire conversant amicalement au cours d’un déjeuner convivial ponctuant le premier congrès de transcommunication instrumentale à Versailles (France) en date des 26 & 27 mars 1994.

- « Parasciences: la collection des sciences parallèles » (1999)
- « Science-conscience » (2000)
- « Démons et merveilles » (2000)
- « Plénitude » (2000)
- « Mutation » (2001)
- « Vécu » (2004)
- « Champs limites » (2004)
- « Petites paroles célestes » (2004)
- « Fragments d'éternité » (2005)

## Quelques auteurs édités
- Elisabeth de Caligny
- Didier Audinot
- Gildas Bourdais
- Thibaut Canuti
- Rémy Chauvin
- Michel Granger
- Luc Mary
- Jean-Paul Ronecker
- Jean Sider
- Marjorie Staath